# 20欧元纸币
二十欧元纸币（€20）是第三低面额及第三小尺寸（133 x 72 mm）的欧元纸币，自2002年欧元（以现金形式）面世以来开始流通。共有23个国家使用欧元作为它们的单一货币（22国具有法律地位），覆盖约3.32亿人口。
二十欧元纸币具有蓝色色调，并描绘有哥特式建筑风格（13至14世纪之间）的桥梁和拱门/门道。此外，该纸币还包含多项复杂的安全特点以确保真实性，例如水印、隐形油墨、全息投影和微缩印刷等。截至2011年9月，约有2,755,346,800张二十欧元纸币在欧元区之间流通。
第二版（欧洲版）二十欧元纸币的完整设计已于2015年2月24日面世，它们自2015年11月25日起发行。

## 历史
欧元设立于1999年，并在当时开始成为欧洲逾3亿人口使用的货币。但在面世的头三年中，它是以一种无形的货币存在，仅在会计工作中使用。欧元现金直至2002年1月1日才正式出台，它取代了欧元区内12国的国家性纸币及硬币，例如意大利里拉。
此后，斯洛文尼亚于2007年、塞浦路斯和马耳他于2008年、斯洛伐克于2009年、爱沙尼亚于2011年、拉脱维亚于2014年以及立陶宛于2015年亦先后加入欧元区。

### 转型期
将原有币种的纸币及硬币兑换成欧元的转型期历时约2个月，从2002年1月1日至2002年2月28日。本国货币停止作为法定货币的官方日期因各成员国的差异而有所区别。最早的日期是在德国，德国马克于2001年12月31日正式终止法定货币地位，尽管兑换周期长达2个月以上。而即便是在旧货币终止法定货币地位后，它们仍继续为各国央行所受理，时间从十年至永久。

### 变化
纸币在2003年11月前印有欧洲中央银行首任行长维姆·德伊森贝赫的签名，并在2003年11月1日由让-克洛德·特里谢所接替，后者的签名一直生效至2012年3月。2012年3月之后发行的纸币则印有欧洲中央银行第三任行长，即现任者马里奥·德拉基的签名。
欧元纸币的第二个版次（欧罗巴系列）已自2015年11月25日起发行。欧洲中央银行将会在适当的时候公布第一版次纸币失去法定地位。
截至2012年6月，原版次的纸币已无法反映欧洲联盟扩大至27个成员国的事实，其中塞浦路斯由于地图未及向东延伸而无法被描绘在纸币中；此外缺少的还有马耳他，这是因为它无法满足当前版次中所能描绘的最小尺寸。由于欧洲中央银行计划在每次发行的七至八年后对纸币进行重新设计，第二版次的纸币已随之面世。新的生产和防伪技术被应用于新纸币上，但样式设计将采用与原版次一致的主题和色调，以桥梁及门廊为主。无论如何，它们仍然会被识别为一个新的版次。

## 设计
二十欧元纸币的尺寸为133毫米（5.2英寸）×72毫米（2.8英寸），并采用蓝色的配色方案。所有欧元纸币的正面都描绘有7个不同历史时期的欧洲风格窗户和拱门，象征着欧洲的开放和合作。代表欧盟12个初始成员国的12颗星星则象征着当代欧洲的活力和融洽。背面图案中，描述了7个不同历史时期的欧洲风格桥梁及欧洲地图，寓意欧盟各国及欧盟与全世界的紧密合作和交流；其中二十欧元纸币展示的是哥特式建筑时期（13至14世纪之间）。虽然罗伯特·卡利纳的初始设计旨在展现真实的纪念物，但出于政治原因，桥梁和艺术作品仅仅是某一建筑时代的假想范例。
如同所有的欧元纸币，二十欧元纸币包含有面额、欧盟旗帜、欧洲央行行长的签名和以不同欧盟语言标示的银行缩写、欧盟领土的描绘、欧盟旗帜中的星星以及如下所示的多项安全特征。
在欧洲央行于2015年2月5日发布的新设计竞赛中，可以发现在€20纸币中嵌入的新安全措施。其中最为显著的防伪特征是一个透明的窗户，并包含有展示欧洲图像和数字20的全息图。这一版本（欧洲版）的20欧元纸币已于2015年2月24日正式揭晓。

### 安全特征（第一版）

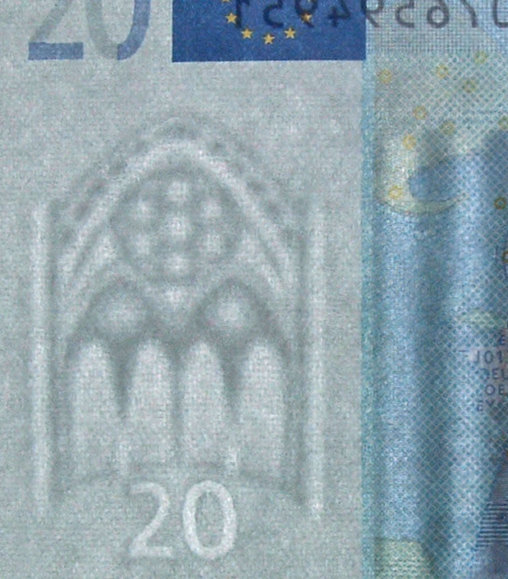
20欧元纸币的防伪水印

20欧元纸币的防伪特征主要表现在以下几个方面：
- 纸张
  - 专用纸张：印刷欧元用的印钞纸主要是由棉、麻纤维抄造而成。纸质坚韧、挺度和耐磨性好，长期流通不松散、不起毛、不断裂。感觉清脆而坚韧，但不松软或光滑[19]。
  - 荧光纤维：欧元纸币在印制欧元的纸张中随机加入了荧光纤维，它们在纸张中的位置是不固定的，在日光下与天然的棉、麻纤维并无区别，但在紫外线的照射下会有明显的荧光反应，呈现出红、黄、蓝三种颜色[19]。
  - 防伪水印：欧元纸币均采用了黑、白水印组合的方式，即与每一票面主景图案相同的门窗图案黑水印及面额数字白水印，且都位于纸币正面的左侧中部。20欧元的黑水印与正面右侧的建筑物窗户相同，其正下方中部有面额数字“20”的白水印。另外，在该水印图案的右侧，有纵向排列的呈条码状水印，从左到右按白、黑相间的顺序排列8条，即4条白水印，4条黑水印，长度均为35mm，宽度分别为3mm与2mm相间[19]。
  - 安全线：欧元纸币中的安全线属于植入式安全线，它是在造纸过程中抄纸时抄入纸内形成的，宽度均为1mm。安全线呈黑色并有磁性，在通过磁性监测仪时有磁性反应。另外，线内还有镂空透明的微缩面额数字和欧元的拉丁文字母，且面额数字一大一小，前面大、后面小，中间为欧洲中央银行的英文缩写，正反相间。这种带有微缩文字的安全线是一种扁平的聚酯线，透光可见，却无法用复印机复制[19]。
- 油墨
  - 磁性油墨：欧元纸币中的安全线均为磁性油墨印制，该油墨中因含有四氧化三铁而带磁性，因此当通过磁性监测仪时有磁性反应[19]。
  - 荧光油墨（英语：Invisible ink）：欧元纸币的正面左上角的欧盟旗帜，在可见光的照射下为蓝色，中央有环绕成圆形的12颗黄色星星；在紫外线的照射下欧盟旗帜则变为黄色，12颗星星则变为红色。欧洲央行行长的签名在可见光下为蓝色，紫外光下则变为红色。此外，20欧元正面中偏左的蓝色微缩文字、右上的面额数字、右下窗户的阴影部分、右下用蓝色油墨印刷的欧元字样、用暗黄色油墨印刷的位于1点、2点、3点、4点和5点位置的星星和中间的小圆圈，在紫外光下则变为黄色。背面蓝色的桥梁、欧洲地图，左上角、左下角及右下角的面额数字等（除序列号和对印图案外），在紫外光下变为黄色[19]。
  - 珠光油墨：20欧元纸币的背面有一条以珠光油墨印刷的带状图案，宽为9mm，且上有相间构成的面额数字和欧元符号[19]。
- 印刷版型
  - 平版印刷：平版用来印制底纹等背景图案和文字。正面左上的的双面对印面额数字、欧盟旗帜、背景图案，背面的背景图案、左上角的双面对印面额数字、右下角的面额数字等，均为平版印刷[19]。
  - 凸版印刷：凸版用来印制纸币的号码。欧元纸币的号码都印刷在纸币的背面，位于左下角和右上角的两个部位，且呈横向从左到右排列。右上角的号码为黑色，左下角的号码与背面主色调相近，但颜色略深[19]。
  - 凹版印刷：凹版用来印刷纸币的主要图案、文字等。欧元纸币正面的面额数字、门窗图案、欧洲央行缩写及盲文识别标志均是采用雕刻凹版印刷，手指轻触有明显的凹凸感[19]。
- 微缩印刷[1]，票面的多个区域都有微缩印刷，例如正面（欧元的希腊语字符）的内部。微缩文字锐度高而不模糊[23]。
- 印刷裁切
  - 双面对印：欧元正面左上角和背面右上角都有与其面额对应局部面额数字，对光检验时，可以看到正面、背面的图案完全构成一个完整的面额数字[19]。
  - 隐形文字：在20欧元纸币背面左下角的一处尺寸为33.2mm×22.8mm用灰色油墨印刷的矩形图案中，有用隐形文字印刷的和字样，共6行[19]。
  - 全息图案：20欧元正面右边烫印有激光全息薄膜条，变化角度观察可以看到明亮的欧元符号和面额数字。全息图案的宽为8mm，呈竹节状，每个竹节的长度为12mm；背景为微缩文字和相间构成。透光检验时，可看到位于竹节中央部位正好对应的是由激光穿孔而成的小圆孔构成的欧元符号，在竹节边缘部位是和相间构成，中间是面额数字“20”。竹节的外沿中心处是黑体面额数字“20”，与欧元符号和欧盟标志的12颗星星嵌套在一起，在面额数字“20”的上、下两侧分别有渐小的9个空心面额数字“20”[19]。
  - 圆圈星座[1]；特殊的印刷工艺使欧元纸币具有独特的质感[1]。
  - 彩虹印刷：20欧元背面桥梁的倒影下沿由平版彩虹印刷的微缩文字和相间构成，颜色由黄色→绿色→蓝色→绿色→黄色，过渡自然[19]。

### 安全特征（欧洲版）
- 水印，迎光观察时，欧洲画像和电版面额会显现在任意一侧[24][25]。
- 全息图，票面倾斜时，银色的全息带会显现出与水印中相同的欧洲画像。全息带同样会显现窗户图案和纸币的面额[24][25]。
- 翠绿数字，票面倾斜时，票面数字会随光显现出上下移动的的效果。数字颜色也随之从翠绿色转变为深蓝色[24][25]。
- 压凸印刷，票面正面的左缘和右缘有一系列短凸的线条。主要边缘、字体和较大的面额数字还可感觉到加厚[24][25]。
- 安全线，迎光观察将显示为暗线条。欧元符号和纸币面额也会在线内以白色微缩字体显示[24][25]。
- 微缩印刷，微缩字体可依靠放大镜读取。这些字体锐度高而不模糊[25]。
- 紫外油墨：票面的某些部分会在紫外线或短波紫外线下发亮。它们包括正面旗帜中的星星、小圆圈、大星星和其他几个区域。在背部，位于中心的四分之一圆和其它一些区域会呈绿色亮起。水平的序列号和条纹则呈红色[25]。
- 红外油墨：在红外光下，票面正面可显现出翠绿数字、主图像的的右侧和银色全息带，而在反面，仅面额和水平序列号是可见的[25]。

## 流通及法律

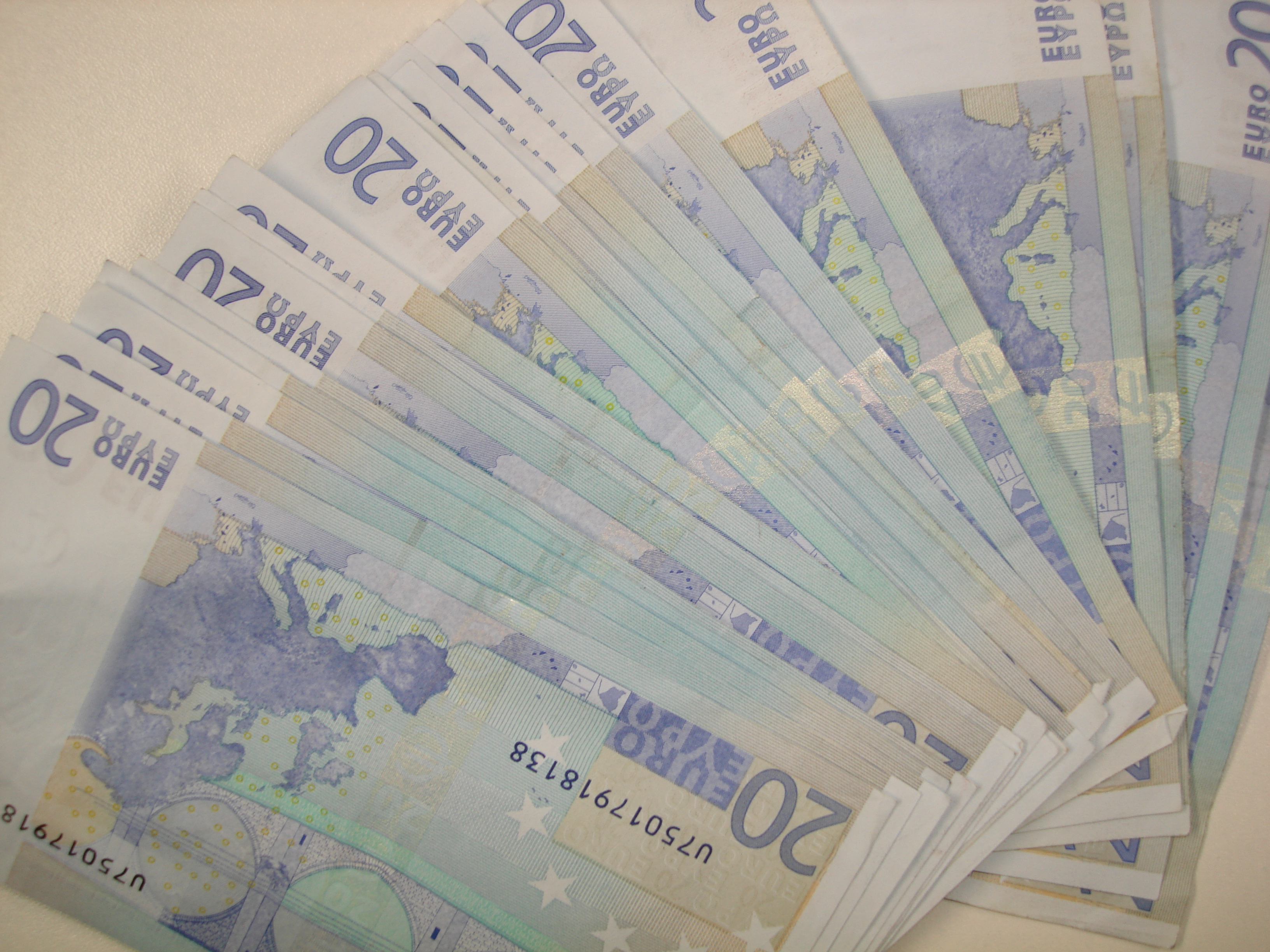
截至2013年5月，共有2,845,461,000张€20现钞在欧元区内流通。

截至2013年5月，共有2,845,461,000张€20现钞在欧元区内流通。这也意味着€20纸币的价值合共约为56,909,220,700欧元。欧洲中央银行会密切监控欧元纸币和硬币的库存及流通。这是欧元体系的任务，以确保欧元纸币高效和顺畅的供应，并保持其完整性。
就法律角度而言，无论是欧洲中央银行或是欧元区各国的中央银行都有发行7种不同面额的欧元纸币的权利。但在实践中，仅区内的国家中央银行实际发行和撤回欧元纸币。欧洲中央银行不设现金办事处，也不涉及任何现金操作。

## 追踪
在欧洲范围内还有几个社群的网民，其中大多数来自EuroBillTracker，会作为一种业余爱好对其经手的欧元纸币记录轨迹，以追踪和了解它们的去向和曾经游历的地点。这样做的目的是为了记录更多的纸币以尽可能了解其传播的细节，例如它们主要从何处游历至何处，通常在何处流动，并生成统计数据和排名，例如在哪个国家的流动性更高。截至2011年10月，EuroBillTracker已经登记了逾9600万纸币，价值超过18.76亿欧元。